# Кирк, Норман
Но́рман Кирк (англ. Norman Eric Kirk; 6 января 1923 — 31 августа 1974) — премьер-министр Новой Зеландии, занимавший пост с 1972 по 1974 год. Лидер Лейбористской партии Новой Зеландии с 1965 по 1974 годы. Был четвёртым лейбористским премьером и первым из них уроженцем Новой Зеландии. Кирк имел репутацию самого выдающегося мастера дебатов своего времени.

## Ранние годы
Родился в Уаимате, городе в Южном Кентербери, Новая Зеландия в семье столяра, которая не могла себе позволить такие вещи как ежедневная газета или радио.
Кирк не очень хорошо учился в школе и вскоре после того, как ему исполнилось 13 лет, покинул её. Несмотря на это, он любил читать и часто посещал библиотеки. В частности, ему нравилось изучать историю и географию. Позже он закончил заочный колледж.
После ухода из школы Кирк сменил множество мест работы. Вначале он работал помощником красильщика крыш, сварщиком, а потом оператором паровой машины на шахтах и паромах. Однако его здоровье ухудшилось, и, когда в 1941 году он был призван на военную службу, его признали негодным. После лечения он вернулся к работе, сменив разные специальности.

## Семья
В 1943 году Норман Кирк женился на Люси Рут Миллер, известной под своим средним именем (Рут Миллер), у них родилось 3 сына и 2 дочери. В 1975 году Рут Кирк было присвоено звание Дамы командора ордена Британской империи.

## Политическая карьера
В том же 1943 году Кирк вступил в отделение Лейбористской партии в Каиапои, где они вместе с женой решили построить дом. Кирк полностью построил свой дом в одиночку, из кирпичей. Дом до сих пор сохранился в Каиапои.

### Мэр Каиапои
В 1951 году Кирк стал председателем партийной избирательной комиссии Хурунуи. В 1953 Кирк неожиданно привел лейбористов к победе на выборах в местный совет Каиапои и стал самым молодым мэром в стране.
На посту мэра Кирк проявил творческие подходы и ввёл множество изменений. Он удивил чиновников тщательным изучением проблем, часто демонстрируя более глубокое знание вопросов, чем люди, отвечавшие за конкретное направление.

### Член парламента
В 1954 году выставил свою кандидатуру в парламент от Лейбористской партии от округа Хурунуи. Хотя он значительно увеличил долю людей, проголосовавших за лейбористов, ему не удалось одержать победу. Тем не менее в 1957 году он был избран от округа Литтелтон, вернув этот округ лейбористам после их неожиданного поражения там на предыдущих выборах. С 1969 года он стал представлять округ Сайденем, до своей смерти.
На протяжении всей своей политической карьеры Кирк выступал за социальное государство, государственную поддержку домовладения, здравоохранения, занятости и образования. В связи с этим Кирк часто рассматривался как самый типичный новозеландец. Его рабочее происхождение также давало ему преимущества среди простых избирателей в отличие от многих других недоступных и замкнутых политиков.
Постепенно Кирк поднялся по партийной лестнице, став вице-председателем в 1963 году и председателем в 1964. В конце 1965 года он сменил Арнолда Нордмайера на посту спикера парламента.
Кирк оставался главой оппозиции до 1972 года, когда лейбористы сменили националистское правительство Джека Маршалла.

## Премьер-министр

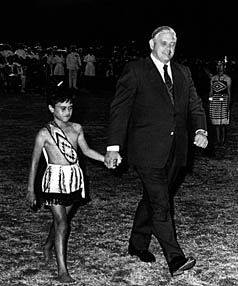
Фото с мальчиком-маори

В 1972—1974 он занимал посты премьер-министра и министра иностранных дел. На посту премьер-министра Кирк развил бешеный темп, осуществив множество новых начинаний. В частности, правительство Кирка проводило более активную внешнюю политику, чем его предшественники, и он предпринял усилия по расширению связей Новой Зеландии со странами Азии и Африки. Благодаря ему новозеландские войска были выведены из Вьетнама, были установлены дипломатические отношения с КНР.
В частности, необходимо отметить два момента. Во-первых, Кирк резко выступал против проводившихся Францией в Тихом океане испытаний ядерного оружия, в связи с чем в 1972 году Новая Зеландия вместе с Австралией подали Франции иск в Международный суд ООН, а в 1973 году в знак протеста отправил в зону испытаний к атоллу Муруроа два новозеландских фрегата Кентербери и Отаго. Во-вторых, от запретил приезд сборной ЮАР по регби, поскольку режим апартеида ЮАР не допускал к участию в этом виде спорта чернокожих спортсменов. Он также резко критиковал внешнюю политику США и, выступая в ООН, осудил организованный США переворот и убийства в Чили.
Правительство Кирка провело некоторые мероприятия по укреплению национального самосознания. При нём в 1973 году возникла традиция праздновать День Новой Зеландии, а в 1974 был принят закон, провозгласивший Елизавету II королевой Новой Зеландии.
Всю жизнь Кирк выступал против каких-либо форм расовой дискриминации. Широкую известность получила его фотография с мальчиком-маори на руках, сделанная 6 февраля 1973 года и ознаменовавшая новую эпоху в межрасовых отношениях в стране. Министром по делам маори в его правительстве стал Матуи Рата, активный и талантливый политик, маори по происхождению. При нём были сделаны значительные шаги по изменению законодательства относительно маори и удовлетворения претензий маори к договору Вайтанги. Изменения в закон о маори 1974 значительно укрепили земельные права маори. Была отменена большая часть непопулярных аспектов Закона о маори 1967 года, в частности, возвращены положения о самостоятельной охране земель и отменены положения, облегчавшие отчуждение земель маори. Также его правительство провело подготовительную работу к созданию Трибунала Вайтанги по рассмотрению претензий маори.
На посту премьера Кирк много работал и редко отдыхал. Его здоровье снова ухудшилось. В конце 1973 года у него появились проблемы с сердцем, но его вылечили. Во время болезни Кирк отказывался хотя бы немного уменьшить нагрузку. К августу 1974 года состояние Кирка ухудшилось и он наконец согласился лечь в госпиталь. Спустя 3 дня он скончался от проблем с сердцем, в возрасте 51 года. 6 сентября 1974 года прошли государственные похороны, с ним пришли проститься тысячи людей, он был погребён возле своего родного дома в Уаимате.
На месте депутата парламента от округа Сайденем его сменил сын Джон Кирк.

## Дополнительные источники
- Norman Eric Kirk (1923—1974) (англ.)
- Norman Kirk (англ.)
- Телепрограмма с участием Нормана Кирка. 1973 год (англ.)